# أليسون دونلاب
أليسون دونلاب (بالإنجليزية: Alison Dunlap)‏ هي دراجة أمريكية، ولدت في 27 يوليو 1969 في دنفر في الولايات المتحدة.

## وصلات خارجية
- أليسون دونلاب على موقع أرشيف الدراجات (الإنجليزية)
- أليسون دونلاب على موقع إحصائيات الدراجات الإحترافية (الإنجليزية)
- أليسون دونلاب على موقع CycleBase (الإنجليزية)
- أليسون دونلاب على موقع أوليمبيديا (الإنجليزية)